# HMS Sharpshooter (J68)
«Шарпшутер» («Снайпер») (англ. HMS Sharpshooter (J68) — військовий корабель, тральщик типу «Гальсіон» Королівського військово-морського флоту Великої Британії часів Другої світової війни.
Тральщик брав участь у бойових діях на морі в Другій світовій війні, переважно бився у Північній Атлантиці, супроводжував арктичні та атлантичні конвої, підтримував висадку морського десанту в Сицилії.
За проявлену мужність та стійкість у боях бойовий корабель нагороджений чотирма бойовими відзнаками.

## Історія створення
Тральщик «Шарпшутер» закладений 8 червня 1936 року на верфі HMNB Devonport у Девонпорті. 10 грудня 1936 року він був спущений на воду, а 17 грудня 1937 року увійшов до складу Королівських ВМС Великої Британії. 

## Бойовий шлях

### Початок війни
Ще до початку воєнних дій у Європі, «Шарпшутер» разом з однотипними тральщиками «Брамбл», «Сігал», «Хазард», «Брітомарт», «Гебе» і «Спіді» за наказом командування провели навчання з перевірки мінної безпеки в затоці Лайм. З початком війни переведений до Скапа-Флоу.

### 1942
У лютому 1942 року «Шарпшутер» супроводжував невеликий конвой QP 7 з Ісландії до Росії, де разом з крейсером «Найджеріа», есмінцями «Фокнор» і «Інтрепід» та тральщиками «Бритомарт», «Хазард» і «Спідвел» ескортували транспортні судна до Мурманська.
21 березня 1942 року корабель включений до складу зворотного з Росії конвою QP 9. Разом з британськими есмінцем «Оффа», тральщиками «Госсамер», «Бритомарт», «Харрієр», «Гусар», «Найджер», «Спідвел» та радянським есмінцем «Гремящий» супроводжував 19 вантажних суден до Ісландії. Скористувавшись тим, що німці відволікли свою увагу на інший конвой — PQ 13, союзникам вдалось успішно виконати завдання та повернутись у порти приписки. Німецький підводний човен U-655 здійснив невдалу спробу атакувати транспорти, але був помічений та атакований тральщиком «Шарпшутер» і врешті-решт протаранений і потоплений.